# Негоцін
Негоцін (пол. Niegocin) — озеро в Польщі на території Вармінсько-Мазурського воєводства, третє за величиною в системі Мазурських озер. Озеро за походженням Льодовикове. Площа водного дзеркала становить 26,04км². Максимальна глибина становить 39,7 м. Довжина озера становить 10,8 км, ширина — 4,8 км. На півночі озеро з'єднано з частиною озера Мамри. У східній частині озера знаходиться острів Граєвська Кемпа. На берегах озера розташовано багато курортів та туристичних визначних пам'яток. На озері розвинений вітрильний спорт.